# Regenerative Endodontie

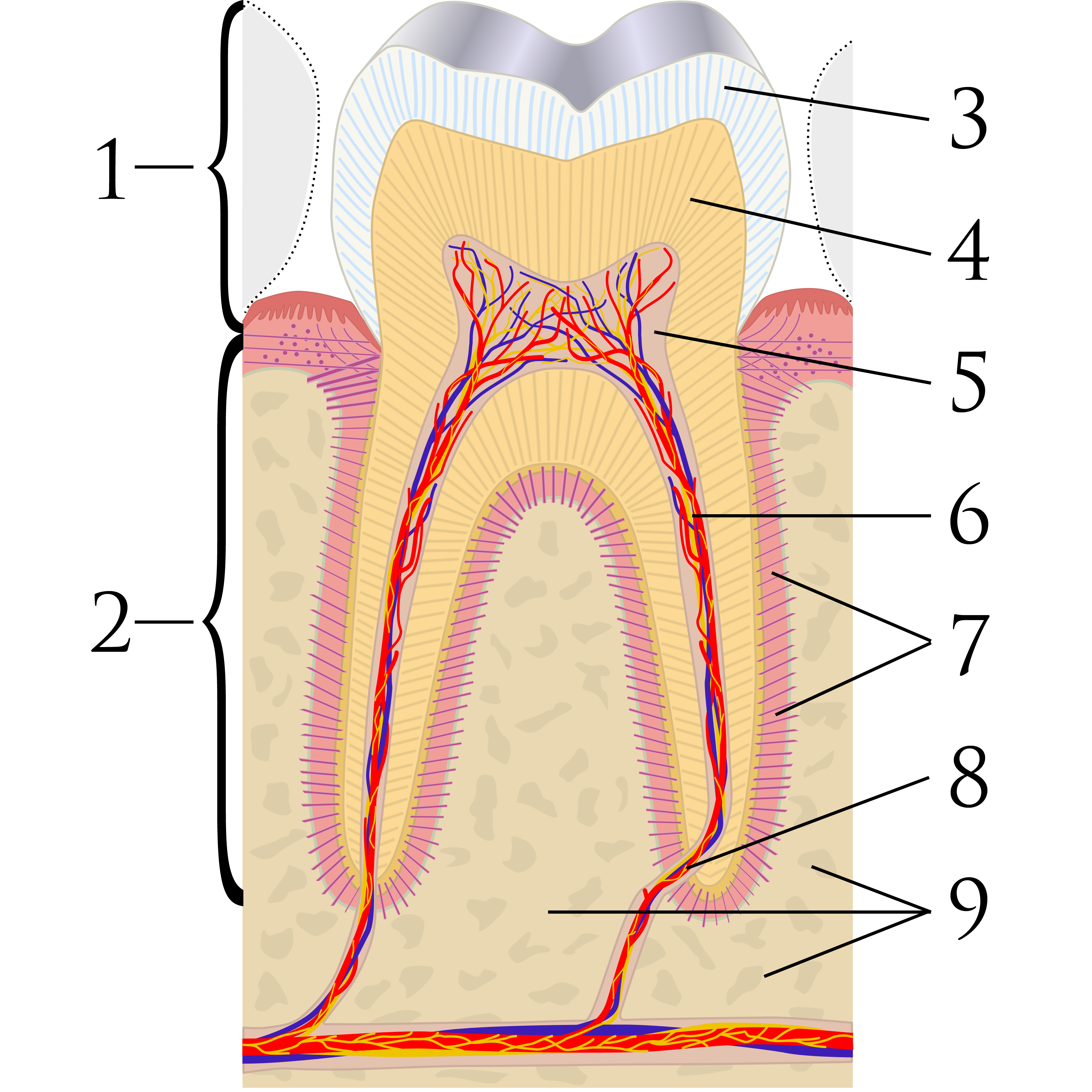
Schnitt durch einen Zahn: (1) Krone (2) Wurzel (3) Schmelz (4) Dentin & Dentintubuli
(5) Pulpenkammer (6) Blutgefäße & Nerven
(7) Parodontales Ligament
(8) Apex (9) Alveolarknochen

Regenerative Endodontie (engl.: Regenerative endodontics) bezeichnet Verfahren der biologischen Regeneration zur Wiederherstellung von zerstörten inneren Zahnstrukturen wie Dentin, Zahnwurzelteilen und Geweben des Zahnmarks. Das Verfahren wird vorwiegend bei nicht abgeschlossenem Wurzelwachstum zur Therapie beim Vorliegen einer irreversiblen bzw. akuten Pulpitis, einer Pulpanekrose und einer apikalen Parodontitis angewendet.

## Abgrenzung
In Fällen des nicht abgeschlossenen Wurzelwachstums erfolgt bei einer infizierter Pulpa eine Apexifikation mit Calciumhydroxid oder ein apikaler Verschluss mit Mineral Trioxid Aggregat (MTA). Die Verfahren haben den Nachteil, dass keine vitalen Zellen im Wurzelkanal verbleiben und somit auch kein weiteres Wurzelwachstum stattfinden kann. Das neue Verfahren der Revitalisierung hat zum Ziel, das Wurzelwachstum zum Abschluss zu bringen, indem Stammzellen aus dem Bereich der apikalen Papille in den Wurzelkanal mobilisiert werden. Die regenerative Endodontie ist eine Erweiterung der Wurzelkanalbehandlung.

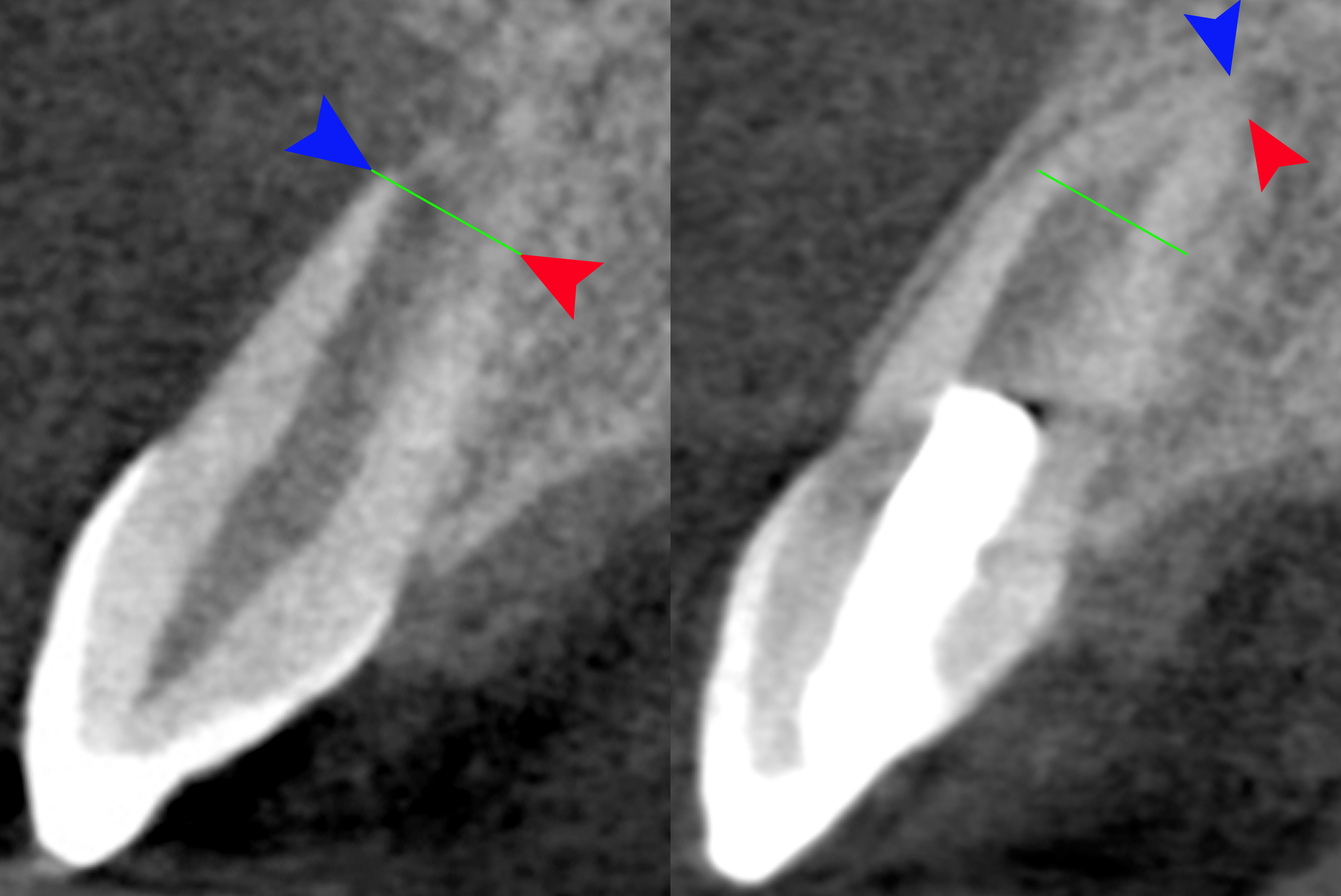
Regenerative Endodontie bei einem 10-Jährigen Kind mit nekrotischem Zahnmark und unvollkommener Wurzelentwicklung am Anfang der Behandlung (links) und nach einer Behandlungsdauer von einem Jahr. Buccale Ansicht des apex (blauer Pfeil), Palatinale Ansicht des Apex (roter Pfeil) und Anzeige der ursprünglichen Wurzelentwicklung (grüne Linie).

Um die Gewebe zu ersetzen, werden entweder vorhandene Zellen zum vermehrten Wachstum angeregt, oder bioaktive Substanzen eingesetzt, vor allem Stammzellen, Wachstumsfaktoren, Morphogene, Gewebegerüste und biologisch aktive Verstärkersysteme.
Damit eng verbunden sind klinische Methoden der Apexifikation und der Apexogenese (physiologische Entwicklung der Wurzelspitze). Bei der Apexogenese wird ein Teil des Zahnmarks erhalten und zur Regeneration stimuliert. Dabei werden Zellen des periapikalen Gewebes angeregt, dentinartige Substanzen am Ende der Zahnwurzel, am Foramen apicale, zu bilden. Dadurch soll der erkrankte Zahn neues Gewebe bilden und seine Lebensdauer verlängern.
Die nekrotische Pulpa und die offenen Wurzelenden können durch Platelet Rich Fibrin (PRF) zu neuem Wachstum angeregt werden. Die Anwendung des PRF wurde durch den französischen Zahnarzt Joseph Choukroun entwickelt.

## Forschungsstand
Derzeit existieren zahlreiche Fallberichte. Es ist jedoch erforderlich, dass kontrollierte und randomisierte klinische Studien durchgeführt werden, welche für die Maßnahmen der Revaskularisation ein einheitliches Protokoll vorsehen.
Im Januar 2017 wurde am King’s College London eine Arbeit zur Regeneration durch einen Kollagenschwamm mit Glykogensynthase-Kinase 3 (GSK-3) veröffentlicht.